# Suzanne Deutsch de La Meurthe
Pour les autres membres de la famille, voir Famille Deutsch de la Meurthe.
Suzanne Deutsch de La Meurthe, née le 20 septembre 1892 dans le 16e arrondissement de Paris, où elle est morte le 29 novembre 1937, est une mécène française.

## Biographie
Fille de Henry Deutsch de La Meurthe et de Marguerite Ida Caroline Raba, Suzanne Henriette Charlotte est infirmière bénévole à Biarritz durant la Première Guerre mondiale. Elle financera en partie la reconstruction de Moÿ-de-l'Aisne, dévastée durant la guerre.
En 1927, après avoir contribué à la reconstruction de la ville de Moÿ-de-l'Aisne, Suzanne Deutsch de la Meurthe, héritant de la passion de son père pour l'aviation, fonde l'Aéro-Club de l'Aisne, dont elle assura la présidence, et lui fait don de deux premiers avions. Puis, en 1931, elle crée une coupe de vitesse pour avions sur 1 000 kilomètres qui sera courue jusqu'en 1937. Deux pilotes français, Georges Détré sur Potez 53 et Raymond Delmotte sur Caudron-362, enlevèrent successivement l'épreuve en 1933. Puis Hélène Boucher remporta la coupe en 1934 sur le Caudron Rafale, conçu par Marcel Riffard, à plus de 409 km/h.
Elle devint présidente du Club Roland-Garros lors de sa création et vice-présidente de l'Aéro-Club de France.
En 1931, Suzanne Deutsch de La Meurthe remporte le rallye automobile Paris-Amsterdam, devançant la comtesse de Ganay.
Cette même année, elle lègue le château de Boulains à la fondation qui porte son nom, afin de faire de cette Maison des Ailes un lieu de repos et de convalescence pour les personnels de l'aéronautique française ; car cette conquête de l'air ne se faisait pas sans beaucoup de casse. De 1994 à 2012, le château abrite l'association l'Envol.

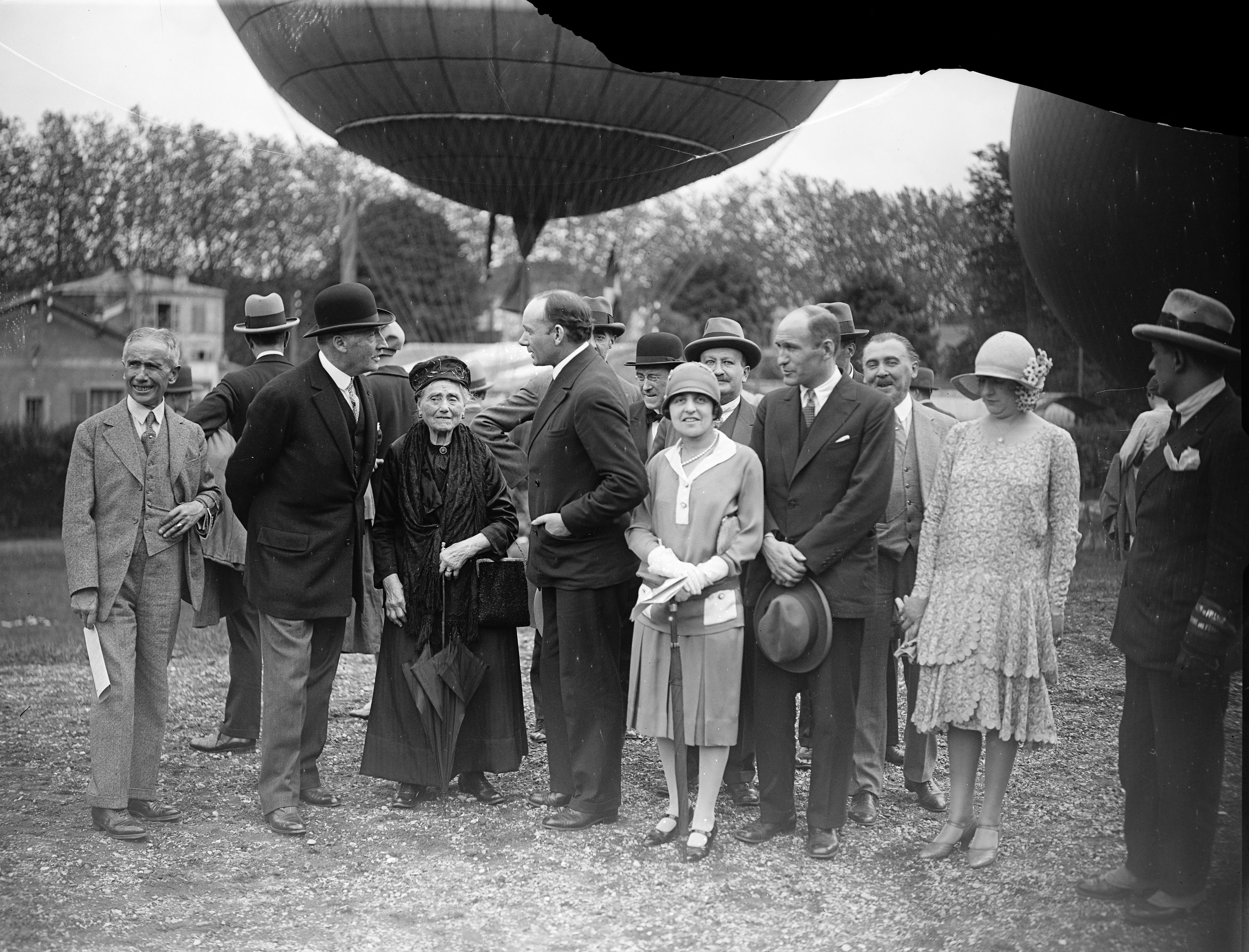
Saint-Cloud (de g. à d. avec le chapeau melon) Henry de La Vaulx, Mme Duruof, Hubert Wilkins, (Georges Blanchet), Suzanne Deutsch de la Meurthe, Carl Ben Eielson (et Maurice Vignon).

En 1932, elle encourage les premiers travaux du pionnier de l'aile delta, Nicolas Roland Payen. Son soutien constant à l'aéronautique lui vaudra le surnom de « Fée des Ailes ».
Elle relance la Coupe Deutsch de La Meurthe en l'honneur de son père.
En 1929, en face de l'héliport de Paris, à l'intersection entre les actuelles rues Henry-Farman et Louis-Armand, elle finance la construction du Monument Farman - Voisin (1929), œuvre de Paul Landowski. Son nom est inscrit sur le socle, côté gauche, en bas : « Offert par Mademoiselle Deutsch de la Meurthe ».
En 1933, elle succède à son père à la tête de la société Nieuport-Astra.

## Distinctions
- Officier de la Légion d'honneur (1935)[3], chevalier (1931).

## Hommages
Le collège de Moÿ-de-l'Aisne fut baptisé en son honneur et l'école élémentaire de Morainvilliers.